# Pisxàne (Crimea)
|  | Per a altres significats, vegeu «Pestxànoie». |

Pisxàne (en (ucraïnès): Піщане, en rus: Песчаное, Pestxànoie) és un poble de la República Autònoma de Crimea a Ucraïna, que el 2014 tenia 820 habitants. Pertany al districte de Bakhtxissarai. Fins al 1945 la vila es deia Almà-Tamak.

## Població
Segons les dades del 2001 la composició de la població de la vila de Pisxàne d'acord amb la llengua que empren és la següent:
| Llengua  | %     |
| -------- | ----- |
| Rus      | 84,01 |
| Ucraïnès | 9,06  |
| Tàtar    | 6,4   |
| Altres   | 0,43  |